# Fort Lupton
Fort Lupton és una població dels Estats Units a l'estat de Colorado. Segons el cens del 2000 tenia 6.787 habitants.

## Fill predilecte
- John Naka (1914-2004): bonsaista

## Demografia
Segons el cens del 2000, Fort Lupton tenia 6.787 habitants, 2.099 habitatges, i 1.677 famílies. La densitat de població era de 658,4 habitants per km².
Dels 2.099 habitatges en un 48,2% hi vivien nens de menys de 18 anys, en un 61% hi vivien parelles casades, en un 13,1% dones solteres, i en un 20,1% no eren unitats familiars. En el 16,9% dels habitatges hi vivien persones soles el 6,4% de les quals corresponia a persones de 65 anys o més que vivien soles. El nombre mitjà de persones vivint en cada habitatge era de 3,23 i el nombre mitjà de persones que vivien en cada família era de 3,62.
Per edats la població es repartia de la següent manera: un 34,4% tenia menys de 18 anys, un 10,4% entre 18 i 24, un 30,9% entre 25 i 44, un 17,7% de 45 a 60 i un 6,6% 65 anys o més.
L'edat mediana era de 29 anys. Per cada 100 dones de 18 o més anys hi havia 100,6 homes.
La renda mediana per habitatge era de 40.917 $ i la renda mediana per família de 45.348 $. Els homes tenien una renda mediana de 34.368 $ mentre que les dones 23.849 $. La renda per capita de la població era de 15.649 $. Entorn de l'11,3% de les famílies i el 13,3% de la població estaven per davall del llindar de pobresa.

## Poblacions més properes
El següent diagrama mostra les poblacions més properes.